# Redmi K20
Redmi K20是小米科技旗下的子品牌Redmi（原红米手机系列）于2019年5月28日在北京工业大学体育馆发布的智能手机系列，宣发代号为“大魔王”，包含Redmi K20、Redmi K20 Pro和Redmi K20 Pro 尊享版三款机型，为Redmi K系列的首代机型系列。这个智能手机系列也成为Redmi自小米品牌独立以后，在全球市场销售的Redmi品牌手机中售价最高、定位最高的智能手机系列。
在欧洲市场以及香港地区市场，Redmi K20系列以小米9T及小米9T Pro的名义上市销售。

## 简介
Redmi K20、Redmi K20 Pro和Redmi K20 Pro 尊享版均采用升降式前置相机，6.39英寸（对角线）19.5:9比例的AMOLED屏幕，后置三摄像头，铝合金边框和玻璃机身，搭载近距離無線通訊（NFC）以及4000mAh电池。
全机型可選火焰红（带有粉红色炫光纹理）、冰川蓝（带有浅蓝色炫光纹理）以及碳纤黑（带有灰黑色凯夫拉纹理）三种配色。
Redmi K20 Pro在上述三种配色之外，于2019年7月29日追加了“夏之蜜语”（带有炫光镀层的白色，金色机身边框）配色。该配色于2019年8月1日上市。
Redmi K20 Pro 尊享版在上述四种配色之外，追加了“酷黑机甲”（带有机甲风格的黑色图案）配色。而“夏之蜜语”配色在Redmi K20 Pro 尊享版中则被更名为“水之蜜语”。

### Redmi K20
Redmi K20搭载高通骁龙730（SM7150-AA）处理器，单通道UFS2.1閃存，后置主相机采用4800万像素的索尼IMX582传感器，提供6GB RAM+64GB ROM、6GB RAM+128GB ROM、8GB RAM+256GB ROM三种存储配置，售价分别为1999元人民币、2099元人民币、2599元人民币。
在西欧、香港等市场发布的Redmi K20被命名为小米9T。

### Redmi K20 Pro
Redmi K20 Pro搭载高通骁龙855（SM8150）处理器，双通道UFS2.1闪存，后置主相机采用4800万像素的索尼IMX586传感器，搭载双频GPS功能，支持最高27W的充电（随机配备18W电源适配器）。其他规格与K20大体相同。提供6GB RAM+64GB ROM、6GB RAM+128GB ROM、8GB RAM+128GB ROM、8GB RAM+256GB ROM四种存储配置，售价分别为2499元、2599元、2799元和2999元人民币。
在西欧、香港等市场发布的Redmi K20 Pro被命名为小米9T Pro。

### Redmi K20 Pro 尊享版
Redmi K20 Pro 尊享版（英文：Redmi K20 Pro Premium Edition）搭载高通骁龙855 Plus处理器，双通道UFS2.1闪存，后置主相机采用4800万像素的索尼IMX586传感器，搭载双频GPS功能，支持最高27W的充电（随机配备27W电源适配器）。其他规格与K20 Pro大体相同。提供8GB RAM+128GB ROM、8GB RAM+512GB ROM、12GB RAM+512GB ROM三种存储配置，售价分别为2699元、2999元和3199元人民币。其中，12GB RAM+512GB ROM版本首销时可在领取优惠券的前提下以2999元人民币的价格购买。
该版本仅在中国大陆地区上架销售，不提供海外市场版本。

## 设计
Redmi K20系列均采用炫光镀膜的玻璃后盖，小米称之为“火焰纹”纹理。其采用升降式前置相机的19.5:9比例全面屏，也成为小米第一款采用弹出式相机的高屏占比机型。Redmi一直以来使用的后置指纹识别也在这一系列得以取消，替换为屏幕指纹识别。

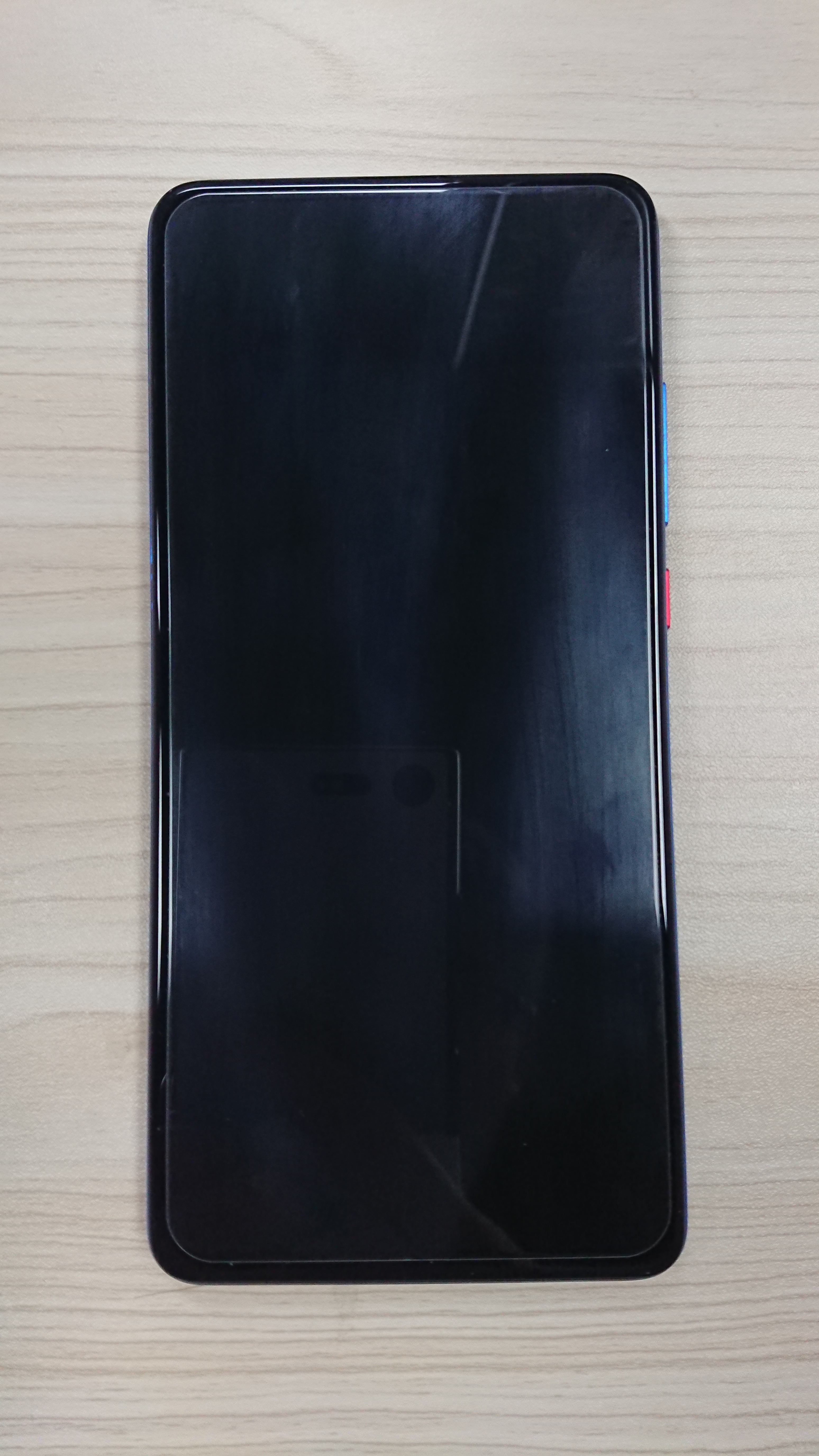
K20 PRO的正面息屏照
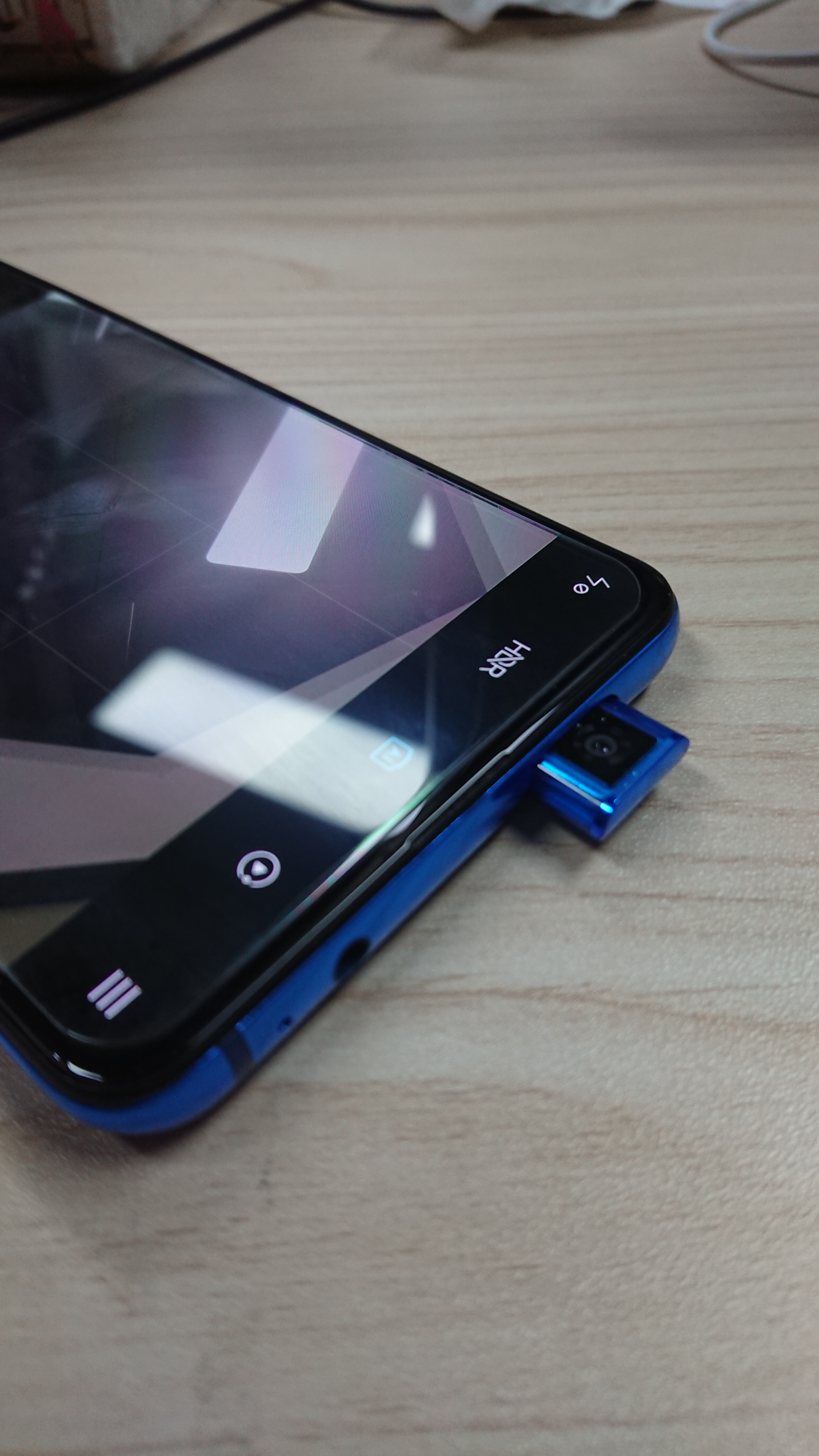
K20 PRO的弹出式摄像头
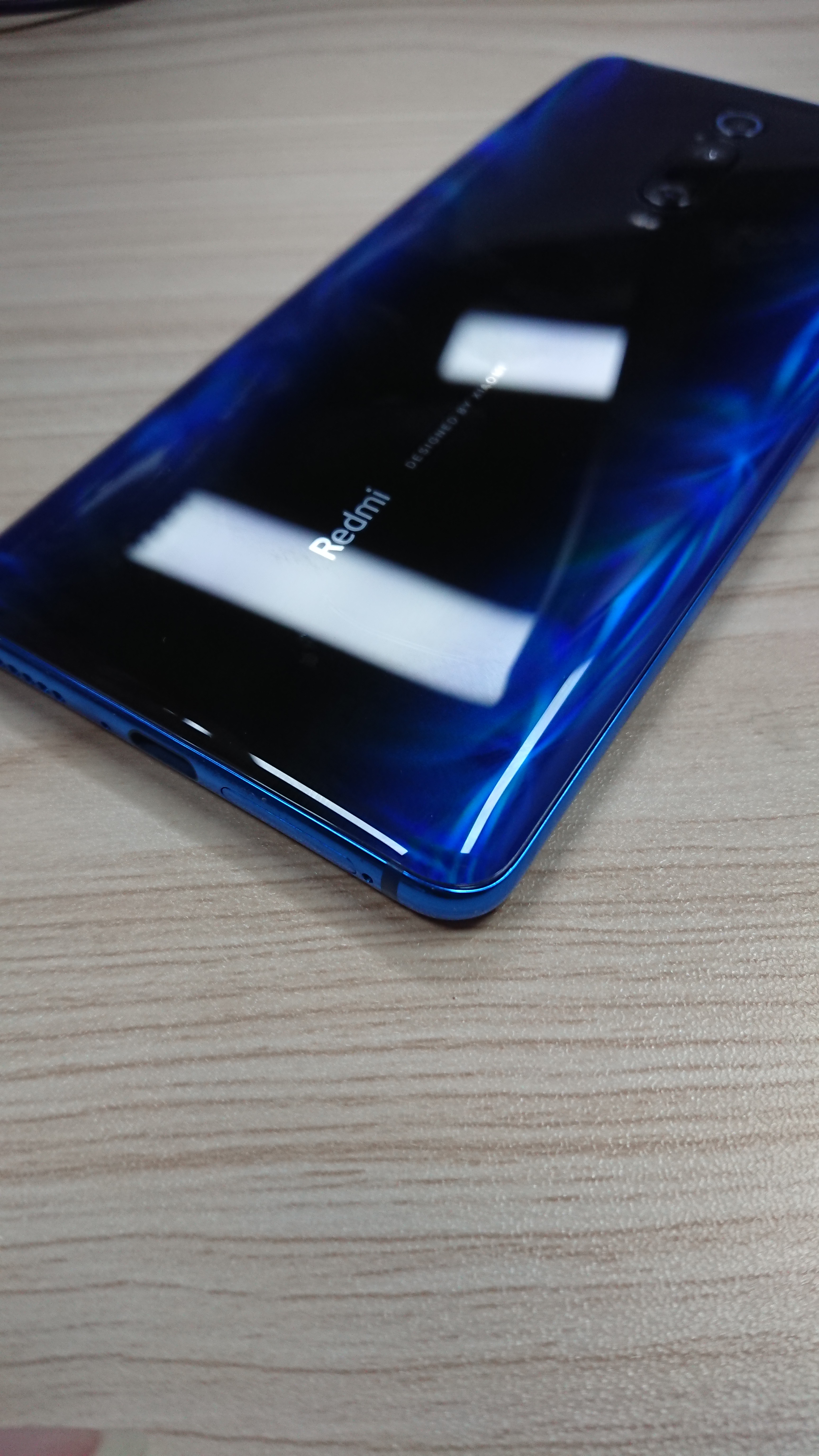
K20 Pro 冰川蓝配色后盖

## 销售
Redmi K20 Pro于北京时间2019年5月24日上午10时开启100元定金预售，5月27日上午10时再次开启预售（5月28日18点起补交尾款），并于2019年6月1日上午10时首批开售。Redmi K20则于北京时间2019年6月6日上午10时首批开售。
2019年7月17日，Redmi K20系列在印度市场开启销售。
2019年9月19日，Redmi发布K20 Pro尊享版。
2020年2月24日，小米集团中国区总裁、Redmi总经理卢伟冰在微博宣布Redmi K20系列正式退市停产，全系列累计销量超过500万台。但退市后并未和其他机型一样出现降价清仓的情况，反而一些还有库存的商家所出示的价格高于小米官方的零售价格，有的甚至高出500至600元之多。

## 争议
- Redmi K20系列的机身设计，品控，网络制式、存储规格的阉割、屏幕素质较差以及网络断流故障曾招致用户吐槽及争议；
- Redmi K20系列初期的售价被消费者批评定价过高，在印度市场甚至有粉丝联名向小米提出申请降低价格[9]。